# Voisey
Voisey é uma comuna francesa na região administrativa da Champanha-Ardenas, no departamento de Haute-Marne. Estende-se por uma área de 31,6 km². Em 2010 a comuna tinha 284 habitantes (densidade: 9 hab./km²).